# براتا خاندا

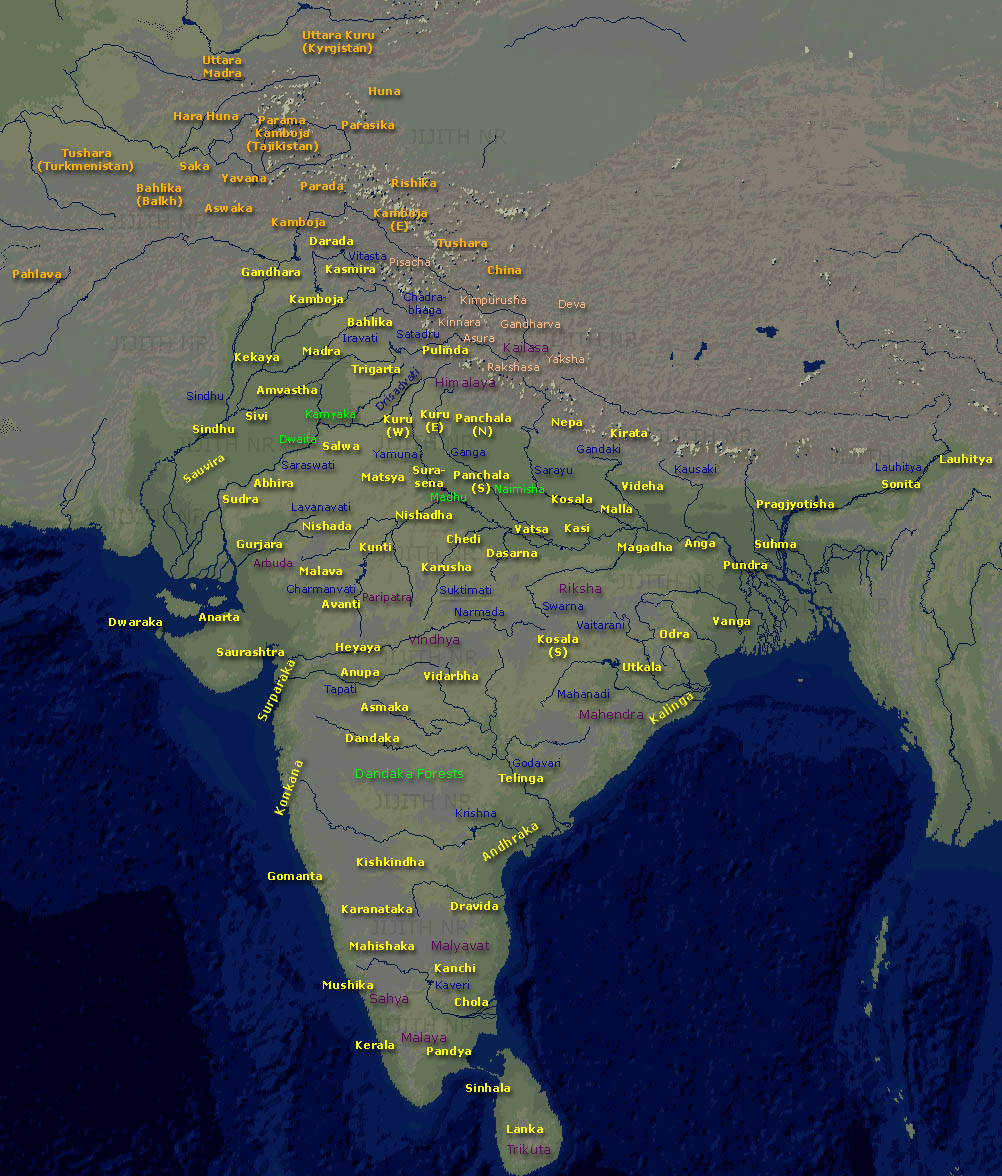
تصویری که مکان پادشاهی های ذکر شده در حماسه های هندی را نشان می دهد.

براتا خاندا (انگلیسی: Bharata Khanda) اصطلاحی است که در متون هندو از جمله وداها، مهاباراتا، رامایانا و پورانیک برای توصیف شبه قاره هند استفاده می‌شود.